# 松井明子
松井 明子（まつい あきこ、1969年6月3日 - ）は、三重県松阪市出身の元女子競輪選手。現役時代は日本競輪選手会愛知支部所属、ホームバンクは名古屋競輪場。日本競輪学校（当時。以下、競輪学校）第102期生。旧姓は尾上。

## 経歴
松阪高校出身、岡山大学中退。母親が松阪競輪場に勤めていた影響で幼い頃から競輪選手に対して憧れがあり、社会人となってからロードレースおよびトラックレースを趣味としていた。女子競輪が始まるというニュースを聞き、1度だけのチャレンジのつもりで競輪学校を受験したという。
2011年2月25日、競輪学校第102回技能試験に合格。在校競走成績は16位（3勝）。
2012年7月6日、当時は旧姓である尾上明子の登録名にて京王閣競輪場でデビューし5着。
事実婚状態だった男性と結婚したことで、2014年2月27日に松井姓へ登録名を変更した。
2016年7月12日、選手登録消除。通算戦績322戦0勝。